# Media vita in morte sumus
Media vita in morte sumus (latinsky Uprostřed života jsme v smrti) je latinský církevní zpěv, připisovaný benediktinu Notkerovi (asi 840-912), pravděpodobně však vznikl v polovině 8. století ve Francii.
Poněkud pochmurný text skladby se zabývá pomíjivostí lidského života, v němž jedinou útěchu poskytuje víra v Boha. Na závěr bývá obvykle připojována modlitba Sláva Otci.
Krom melodie gregoriánského chorálu existují i zhudebnění Jacoba de Kerle, Josepha Rheinbergera, Jana Bůžka, Henryho Purcella, Johna Shepparda, Nicholase Gomberta a dalších skladatelů. Velice volnou a značně rozšířenou parafrázi vytvořil Martin Luther pod názvem Mytten wir ym leben synd.

## Text
| Latinsky | Český překlad |
| --- | --- |
| Media vita in morte sumus Quem quærimus adjutorem nisi te, Domine? Qui pro peccatis nostris juste irasceris Sancte Deus, sancte fortis Sancte misericors Salvator Amaræ morti ne tradas nos In te speraverunt patres nostri Speraverunt et liberasti eos Ad te clamaverunt patres nostri Clamaverunt et non sunt confusi | Uprostřed života jsme v smrti, u koho nalezneme pomoc, ne-li u Tebe, Pane? Který se pro naše hříchy spravedlivě hněváš. Svatý Bože, svatý Silný, Svatý milosrdný Spasiteli, hořkostem smrti nás nevydej, v Tebe doufali otcové naši, doufali a Tys je osvobodil, k Tobě volali otcové naši, volali a nebyli zahanbeni. |